# Shahid (film)
Pour plus de détails, voir Fiche technique et Distribution.
Shahid est un film indien, sorti en 2012. Le film fut présenté au Festival international du film de Toronto 2012.

## Fiche technique
- Titre : Shahid
- Réalisation : Hansal Mehta
- Scénario : Sameer Gautam Singh et Hansal Mehta
- Photographie : Anuj Dhawan
- Musique : Karan Kulkarni
- Pays d'origine : Inde
- Langue : Hindi
- Genre : Film dramatique, Film policier, Film biographique, Thriller
- Durée : 129 minutes (2 h 9)
- Dates de sortie : 2012

## Distribution
- Rajkummar Rao : Shahid Azmi
- Prabhleen Sandhu : Mariam
- Mohammed Zeeshan Ayyub : Arif
- Baljinder Kaur : Ammi